# برگ اطلسی
برگ اطلسی (نام علمی: Chrysophyllum oliviforme) نام یک گونه از تیره چیکوئیان است.